# Hibbertia bicaprellata
Hibbertia bicaprellata är en tvåhjärtbladig växtart som beskrevs av Toelken. Hibbertia bicaprellata ingår i släktet Hibbertia och familjen Dilleniaceae. Inga underarter finns listade i Catalogue of Life.